# Foire nationale de Durango

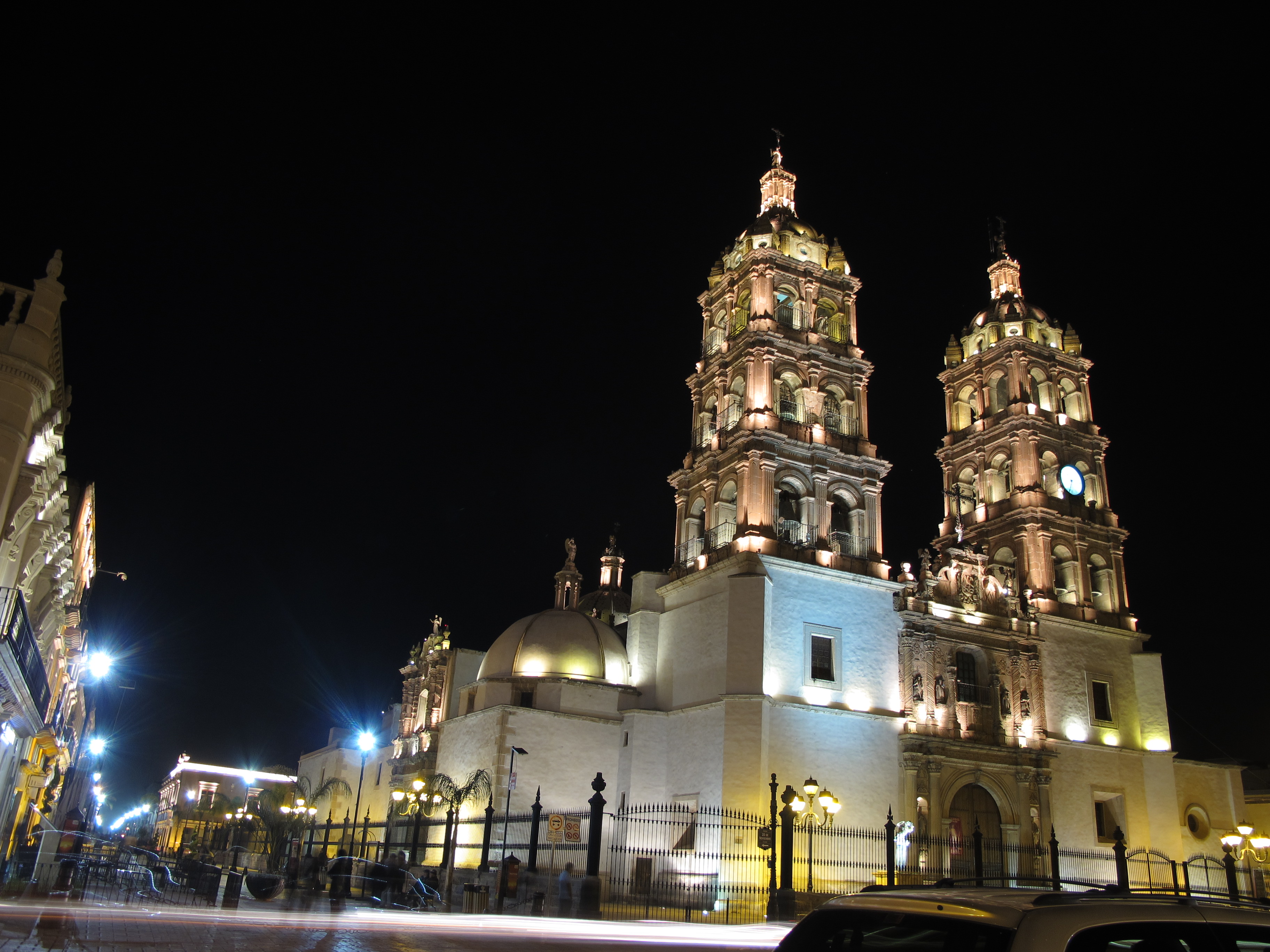
Durango, siège de la foire la plus importante du Nord du Mexique

La Foire nationale de Durango est un événement multidisciplinaire qui combine et offre des activités de loisir, culture, traditions, sportives et culinaires. Elle se célèbre en honneur de l'anniversaire de la fondation de la ville de Victoria de Durango dans l'état de Durango au nord-ouest du Mexique entre les mois de juin et juillet de chaque année.

## Historique
Le Capitaine Francisco de Ibarra a fondé en 1563 la ville Victoria de Durango.
Le 8 janvier 1922, la XL Législature de l'État, par l'intermédiaire de l'arrêté N° 135, a approuvé la réalisation de différentes activités pour fêter la fondation de la ville. C'est à partir de 1945 que, à travers un arrêté, que les festivités ont été décrétées à partir du 8 juillet, jour de la fondation de la ville de Durango.
En 1950 la célébration a pris le nom de foire en se réalisant sur la Place d'Armes au centre de la ville. Divers endroits ont été les sites de la foire comme la Planzuela Baca Ortiz, le Parc Guadiana, la Place IV Centenaire et ce qu'était la ville sportive, placée à la sortie en direction de Mazatlán, endroit qui s'est converti par plusieurs années comme le lite de la foire.
À partir de 2006, pendant les fêtes du 443 anniversaire, de nouvelles installations plus sûres et modernes ont été inaugurées, dans un espace de 54 hectares avec, entre autres installations, la Velaria où se présentent des artistes variés, avec une capacité de 10 500 personnes ou le Palenque où s'offrent des spectacles de taille nationale et internationale avec une capacité de 5 000 personnes, ainsi qu'un centre d'expositions qui peut héberger jusqu'à 4 500 personnes.